# FMK-3
FMK-3 je avtomatska pištola s selektivnim ognjem. Argentinski Fabricaciones Militares ga je zasnoval leta 1974. Do leta 1991 je bilo za argentinsko vojsko izdelanih okoli 30.000.